# Mariá Portugal
Mariá Portugal (São Paulo, 1 de maio de 1984) é uma baterista, cantora e compositora brasileira. É graduada pela UNESP e mestre pela PUCSP.
Ao longo dos seus mais de 20 anos de atuação na música brasileira, Portugal estabeleceu parcerias com Arrigo Barnabé, Fernanda Takai, Elza Soares e Metá Metá, sendo uma das fundadoras do Quartabê (grupo formado por ela, Maria Beraldo, Joana Queiroz e Chicão Montorfano). A trajetória da artista permitiu que ela se tornasse um expoente da cena paulistana de música experimental.
Durante os anos 2010, Portugal inseriu-se na cena musical internacional através de parcerias com músicos europeus. Em 2020, ela foi honrada como a 13ª Improvisadora em Residência do Festival Moers, na Alemanha, país para qual se mudou.
Em 2021, a baterista lançou seu primeiro disco, "EROSÃO", numa parceria entre o selo alemão Fun In The Church e o brasileiro RISCO. O álbum, que foi lançado mundialmente, recebeu aclamação da crítica especializada, tendo sido considerado um dos discos do ano pela APCA e diversas outras publicações nacionais. "EROSÃO" foi considerado, pela Monkeybuzz, "um dos discos mais bonitos que sedimentam o poder instrumental da música brasileira atualmente."
Devido ao apelo internacional natural do trabalho da artista, ela já se apresentou em diversos países da Europa, Ásia, Oceania e América do Sul.

## Discografia
| Álbum             | Lançamento             | Formato       | Gravadora    |
| ----------------- | ---------------------- | ------------- | ------------ |
| Lição #1: Moacir  | 17 de setembro de 2015 | CD, streaming | Independente |
| Lição #2: Dorival | 30 de agosto de 2018   | CD, streaming | RISCO        |

| Álbum  | Lançamento            | Formato           | Gravadora                    |
| ------ | --------------------- | ----------------- | ---------------------------- |
| EROSÃO | 29 de outubro de 2021 | CD, LP, streaming | RISCO (Brasil)               |
| EROSÃO | 29 de outubro de 2021 | CD, LP, streaming | Fun In The Church (Alemanha) |